# Eriosema decumbens
Eriosema decumbens är en ärtväxtart som beskrevs av Lucien Leon Hauman. Eriosema decumbens ingår i släktet Eriosema och familjen ärtväxter. Inga underarter finns listade i Catalogue of Life.